# ファンディ・アマド
ファンディ・アマド（Fandi Ahmad, 1962年5月29日 - ）は、シンガポール出身の元サッカー選手、サッカー指導者。

## 来歴

### 代表
1978年、16歳でシンガポール代表の試合に出場。これは当時の最年少記録である（2007年にハリス・ハルンが更新）。代表では通算100試合に出場し50得点を記録した。1993年から1997年までは主将も務めた。

### ヨーロッパでの活躍
1982年にオランダのアヤックス・アムステルダムからトライアルを経てオファーを受けるも、言葉や環境面で適応困難と見て拒否。代わりにインドネシアのニアック・ミトラに入団した。しかし翌年の1983年にFCフローニンゲンと契約し、1985年までエールディヴィジでプレーすることとなる。加入初年度となる1983/84シーズン、チームは初の欧州舞台となるUEFAカップに出場。ファンディは2回戦1stレグのインテル戦で1得点を挙げ、2-0の勝利に貢献するなど1年目は29試合に出場し10得点を記録した。翌シーズンは15試合2得点。ファンディがフローニンゲンで与えたインパクトは大きく、1999年に同クラブでプレーした最も偉大な選手25人の中の1人に選ばれ殿堂入りも果たす。2003年には20世紀のクラブ歴代ベストイレブンにも選出された。1986年に再びアヤックスからオファーを受けるもアジアへの復帰を選択した。1990年にギリシャのOFIクレタに加入するも僅か数ヶ月で退団。

## 私生活
父のアマド・ワルタムもシンガポール代表のサッカー選手。1996年に南アフリカ共和国出身のモデルであるウェンディ・ジェイコブスと結婚し、4男1女をもうけている。長男のイルファンと次男のイクサン、三男のイルハンはともにシンガポール代表のサッカー選手である。また、叔父のハーフィズ・アブー・スヤドもシンガポール代表のサッカー選手。